# Lê Quang Trị
Lê Quang Trị (chữ Hán: 黎光治 1508 - 28 tháng 07, 1516) là một vị hoàng đế nhà Lê sơ trong lịch sử Việt Nam. Do được lập lên ngôi và phế truất trong thời gian loạn lạc ngắn ngủi, ông ít được nhắc tới trong danh sách các vị vua chính thống của Việt Nam.

## Thân thế
Lê Quang Trị là con của Mục Ý vương Lê Doanh, cháu nội của Kiến vương Lê Tân, tức là chắt của Lê Thánh Tông và là cháu gọi Lê Tương Dực bằng bác.

## Thiếu đế thời loạn lạc
Năm 1508, Quang Trị mới ra đời thì bác ruột là Lê Oanh khởi binh tranh ngôi với Lê Uy Mục, Uy Mục đã giết cha của Quang Trị là Mục Ý vương Doanh cùng bác Lê Sùng và chú Lê Quyên. Ít lâu sau Lê Oanh lật đổ Uy Mục lên ngôi, tức là vua Lê Tương Dực.
Năm 1516, các cuộc khởi nghĩa chống triều đình lan rộng, trong đó lớn mạnh nhất là khởi nghĩa của Trần Cảo. Vua Tương Dực ăn chơi không lo chính sự, đại thần Trịnh Duy Sản can ngăn lại bị đánh nên cùng Trình Chí Sâm bàn nhau giết chết vua Tương Dực vào tháng 4 năm 1516.
Trịnh Duy Sản họp tông thất và đại thần bàn bạc lập vua mới. Duy Sản định lập Lê Quang Trị năm đó lên 8 tuổi làm vua, nhưng một đại thần khác là Vũ Tá hầu Phùng Mại không ủng hộ. Do đó Duy Sản lập anh họ của Quang Trị, tức con của Cẩm Giang vương Sùng là Lê Y làm vua, tức là Lê Chiêu Tông.
Tuy nhiên trong các đại thần vẫn có người không đồng ý lập Lê Y mà muốn lập Lê Quang Trị. Tường quận công Phùng Dĩnh sai lực sĩ giết Phùng Mại ở nhà nghị sự và lập Quang Trị. Quang Trị vừa lên ngôi được 3 ngày, chưa kịp đổi niên hiệu mới, thì em họ của Duy Sản là Trịnh Duy Đại rước ông vào Tây Kinh (Thanh Hóa).
Ít lâu sau, Trịnh Duy Sản và số đông các đại thần tránh thế mạnh của Trần Cảo, cũng đưa Chiêu Tông vào Tây Kinh. Vào ngày 28 tháng 07 năm 1516, Duy Đại thế yếu muốn trở về theo Chiêu Tông bèn giết chết Quang Trị cùng hai người em ông.
Quang Trị chỉ ở ngôi trong thời gian ngắn thì bị giết lúc lên 8 tuổi. Sau đó Trịnh Duy Đại cũng bị buộc tội phản nghịch do ủng hộ Quang Trị nên cũng bị Lê Chiêu Tông xử tử.